# Renault Korea
Renault Korea (кор. 르노코리아) — південнокорейський автовиробник, створений у 1994 році. Станом на 2024 рік контрольний пакет акцій (52,9 %) компанії належить французькій Renault, 34 % належить Zhejiang Geely Holding Group, а решта (13,1 %) Samsung Card, що входить до материнської Samsung Group. Південнокорейські партнери можуть впливати на ухвалення рішень на підставі прав малого власника.

## Історія

### Приналежність до Samsung (1994—2000)
На початку 1990-х років голова правління Samsung Лі Кун Хі визнав автомобільну промисловість кульмінацією кількох інших. Для групи Samsung це дозволить використовувати ресурси та технології всієї групи, включаючи Samsung Electrics і Samsung Electronics. Спочатку він намагався взяти під контроль Kia, але конкуренція з боку інших учасників торгів і юридичні обмеження змусили його відмовитися від цієї ідеї. Зрештою Kia була куплена Hyundai.
Лі вирішив створити новий автовиробник Samsung Motors (також відомий як SMI) і виробника вантажівок Samsung Commercial Vehicles Co., Ltd, останній через Samsung Heavy Industries за підтримки Nissan Diesel. SMI було засновано в 1994 році (зареєстровано в 1995 році), а компанію Samsung Commercial Vehicles у Тегу — у 1996 році. Невдовзі після того, як SMI розпочала свою діяльність, вибухнула азійська фінансова криза. Samsung відмовилася від SMI, а також від інших непрофільних дочірніх компаній. SMI була виставлена на продаж, причому Daewoo Motors була однією з перших зацікавлених компаній, але в міру поглиблення кризи Daewoo Motors була куплена GM. Hyundai Motors також розглядалася як можливий покупець, але корпоративна політика та чвари між Samsung Group і Hyundai Group зробили це неможливим. Переговори з Renault почалися в грудні 1998 року, а у вересні 2000 року французький автовиробник купив 70 % акцій за 560 мільйонів доларів США. Компанія Samsung Commercial Vehicles залишалася за компанією Samsung, але в кінці 2000 року вона оголосила про банкрутство.
У поєднанні з його інтересом до автомобілів, проект Лі щодо створення SMI як глобальної автомобільної компанії розпочався за технічної допомоги від Nissan, компанії, яка на ранніх стадіях SMI перебувала в жахливому фінансовому становищі. Приналежність SMI до Nissan могла бути однією з причин купівлі Renault великої частки компанії, оскільки на той час Renault стала основним акціонером Nissan. Один із перших планувальників SMI заявив, що технічні зв'язки SMI спочатку розглядалися з Volkswagen, BMW або Honda. З 1998 року Renault Samsung Motors продавала автомобілі в Чилі, представивши SQ5 (поточний SM5).

### Приналежність до Renault (2000-тепер)

#### Розширення продукції та ринку (2000—2010)

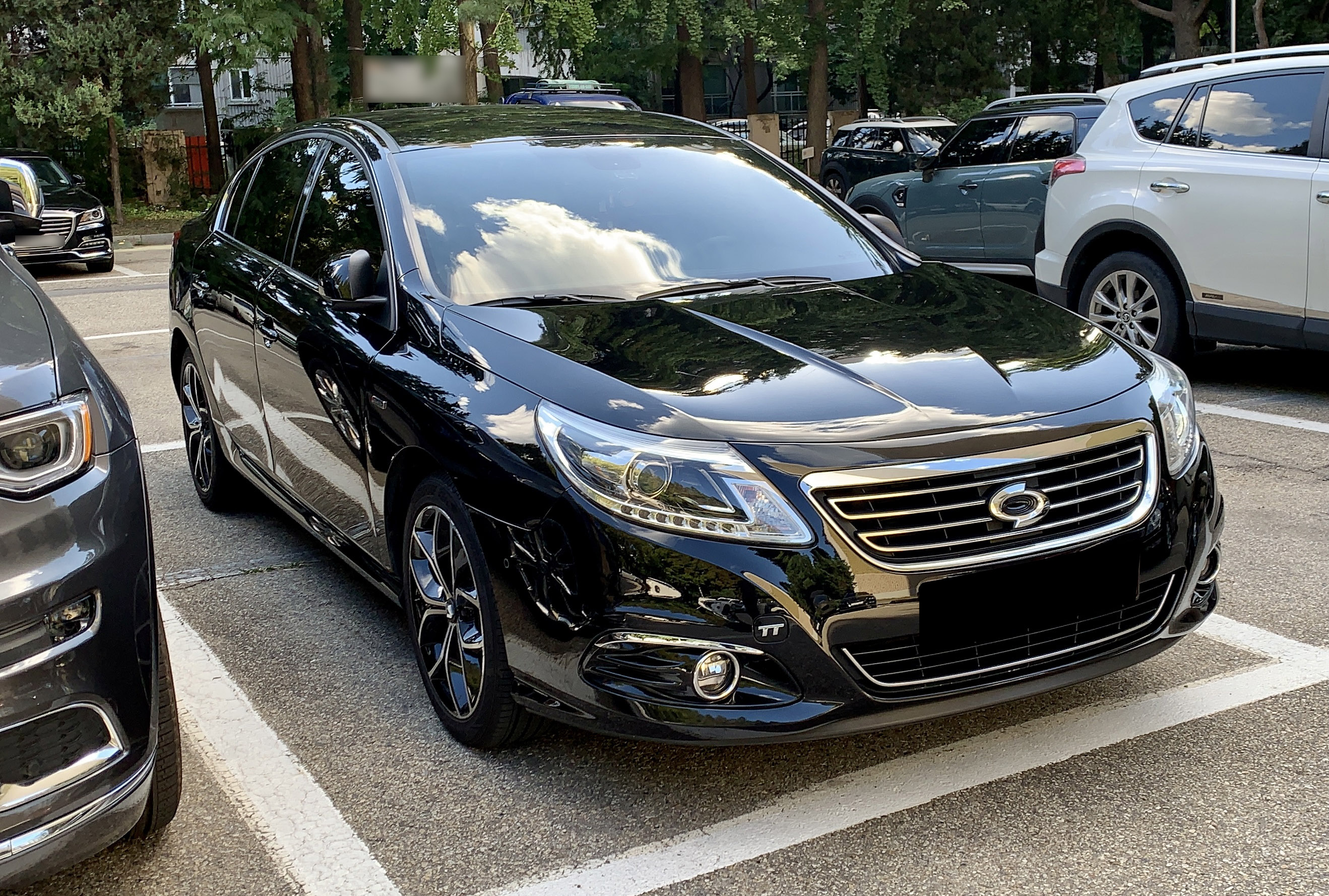
Renault Samsung SM5

Після придбання в 2000 році компанія Renault перейменувала Samsung Motors в Renault Samsung Motors (RSM). Того року продажі компанії почали покращуватися. Журналісти пояснюють це успіхом першого автомобіля, виготовленого в Пусані, у парку таксі (SM5), що призвело до підвищення довіри до моделі серед решти їхніх клієнтів. Протягом наступних років компанія представила нову лінійку автомобілів, включаючи SM3 у 2002 році, SM7 у 2004 році та кросовер QM5 у 2007 році. З часом RSM змінила свою продукцію з архітектури Nissan на архітектуру Nissan на базі Renault. У складі групи Renault компанія Renault Samsung стала експортно-орієнтованим виробником.
У 2005 році Renault збільшила свою частку, придбавши додаткові 10 % акцій у кредиторів компанії. 26 червня 2009 року Renault і Samsung погодилися продовжити право першої на використання торгової марки «Samsung» на своїх продуктах до 2020 року.

#### Падіння продажів, електромобілів і спроби відновлення (2010—2022)

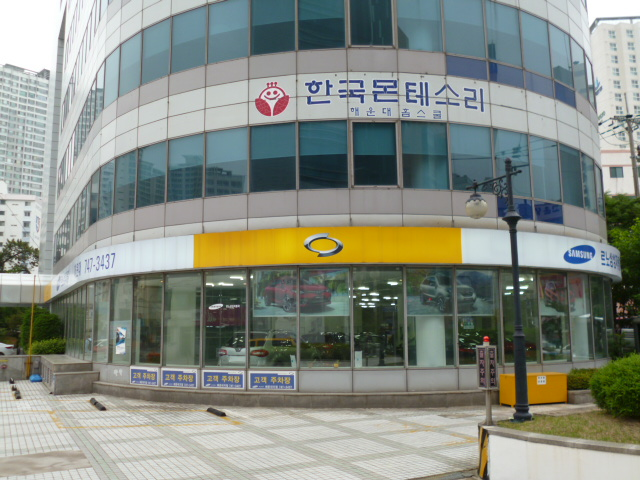
Автосалон Renault Samsung в Пусані

Тиск з боку Hyundai і Kia, домінуючих автовиробників на південнокорейському ринку, посилився протягом 2010-х років, що призвело до падіння продажів RSM на 27 % у 2011 році. У першій половині 2012 року вони впали на 41 %. У серпні 2012 року керівництво оголосило про скорочення персоналу приблизно на 80 % працівників. Нарешті, Renault скоротила свій персонал у Пусані на 15 % (близько 800 співробітників). З метою відродження компанії вона інвестувала (разом з Nissan) 160 мільйонів доларів США у виробництво Nissan Rogue для експорту з метою покращення виробництва, а також представила переглянуті версії SM3 та SM5. Протягом 2013 року компанія почала продавати новий компактний кросовер QM3, заснований на Captur. Наприкінці 2015 року загальний обсяг продажів з 2000 року на південнокорейському ринку досяг 1,5 мільйона одиниць. У 2016 році Renault Samsung представила SM6, нову модель середнього розміру, яка є Talisman з деякими незначними змінами для південнокорейського ринку, і кросовер QM6. У 2018 році компанія представила Clio і Master. До 2019 року виробництво та продажі знову впали, і компанія оголосила про продовження контракту з Nissan на продовження складання Nissan Rogue до березня 2020 року, хоча й у зменшеному обсязі для забезпечення обсягу виробництва. RSM також оголосила про плани отримати більше виробничих замовлень від материнської компанії Renault. Напруженість із робочою силою зросла, оскільки компанія розпочала план дострокового виходу на пенсію, спрямований на скорочення робочої сили. Протягом 2019 року Renault Samsung припинила виробництво більшості своїх седанів, щоб зосередитися на кросоверах. У червні 2019 року компанія припинила виробництво SM5. Наприкінці року авто з ДВЗ — SM3 та SM7 також були зняті з виробництва, а продажі завершилися до січня 2020 року. У березні 2020 року компанія виставила на продаж кросовер XM3.
У 2012 році RSM представила електричну версію свого автомобіля SM3, відомого як SM3 ZE, імпортованого з Туреччини. У жовтні 2013 року автомобіль почали збирати на заводі в Пусані і в тому ж році він став провідним електромобілем за продажами в Південній Кореї з часткою ринку 58 %. У 2016 році RSM також оголосила про свій намір вивести на ринок Twizy, який був запущений у 2017 році. У 2020 році компанія почала продавати імпортований Zoe. У травні 2016 року компанія оголосила про проект розробки та виробництва 1-тонного електричного легкого комерційного автомобіля з запасом ходу 250 кілометрів на одному заряді в партнерстві з місцевими компаніями.
Станом на 2013 рік Чилі була єдиним великим ринком за межами Південної Кореї, на якому RSM продавав свої автомобілі під маркою Renault Samsung Motors, а не під маркою Renault. У 2015 році маркування Renault Samsung було повністю замінено на Renault у Чилі, а самі транспортні засоби тепер відомі під глобальними назвами Renault (наприклад, Renault Samsung SM5 — це Renault Latitude).
У серпні 2020 року RSM заявила, що не має наміру продовжувати угоду про використання торгової марки «Samsung», яка закінчується в цьому місяці, хоча вона продовжуватиме використовувати назву Samsung ще на два роки як частину «пільгового» положення. У березні 2022 року компанія відмовилася від назви Samsung, прийнявши торгову назву Renault Korea Motors і розпочавши процес зміни офіційної назви до серпня.

#### Участь Geely (2022-дотепер)

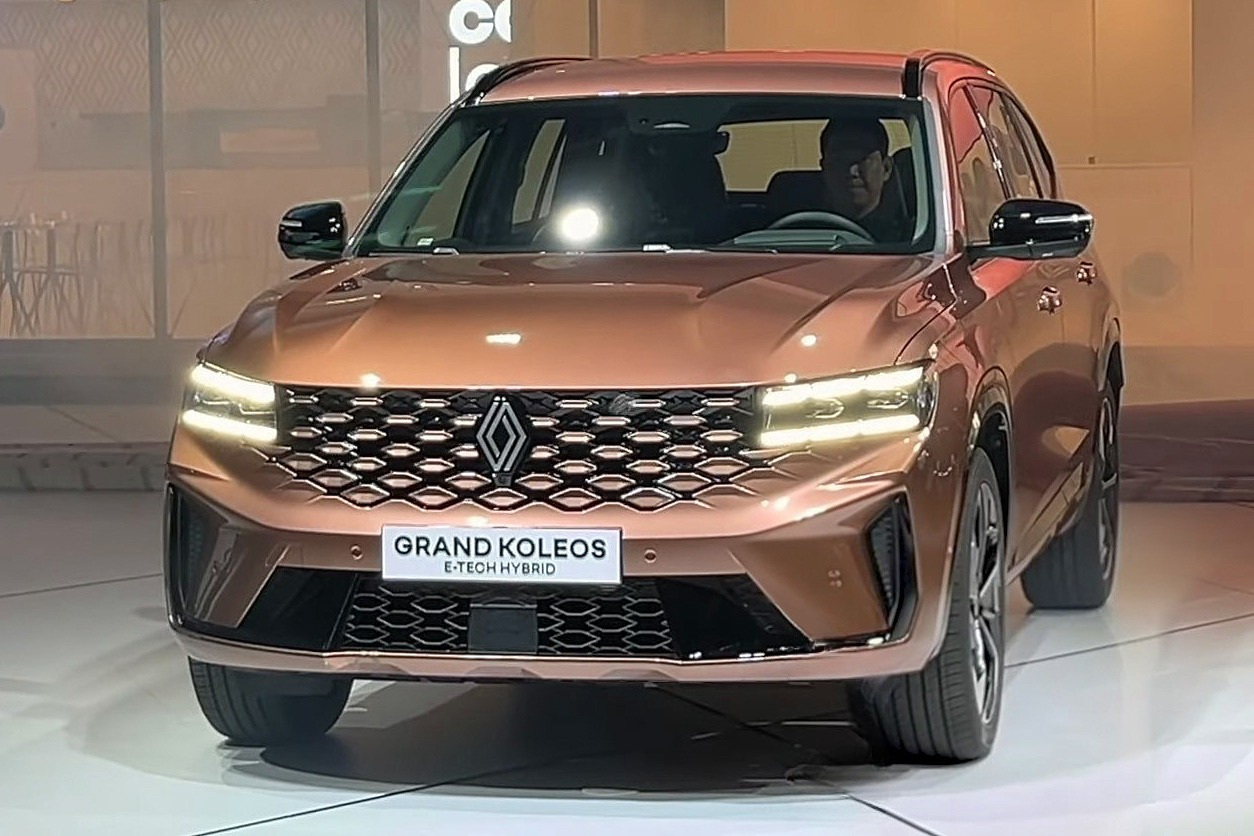
Renault Grand Koleos

У січні 2022 року материнська компанія RSM Renault і Geely підписали угоду, згідно з якою південнокорейський виробник буде виробляти автомобілі на базі останньої платформи Compact Modular Architecture, спочатку призначеної для внутрішнього ринку. Виробництво планується розпочати до 2024 року. У травні 2022 року Renault заявила, що компанія Geely збирається придбати 34,02 % Renault Korea Motors шляхом збільшення капіталу в рамках їхнього партнерства, хоча компанія й надалі належатиме більшості Renault і його консолідована дочірня компанія. Операція зі збільшення капіталу була завершена до кінця року, залишивши Renault контрольний пакет акцій у розмірі 52,9 %. Частка Samsung (через Samsung Card) зменшилася з 19,9 % до 13,1 %. Samsung планує продати свої акції.
У квітні 2024 року компанія змінила свою торгову та юридичну назву на Renault Korea, видаливши «Motors» і, окрім SM6, повністю перемістила всю продукцію, що продається на місцевому ринку, до марки Renault.

## Брендинг

### Логотипи
Renault Samsung Motors спочатку мав два логотипи: корпоративний логотип і логотип марки. Перший стосувався корпоративних комунікацій і адаптації логотипу Samsung Group. Другий — логотип «око тайфуну», який використовувався як значок марки та в рекламі. Імпортовані моделі, представлені з 2017 року в Південній Кореї, зберегли діамантовий значок Renault замість того, щоб змінити логотип Renault Samsung.
У березні 2022 року компанія представила більш плоску двовимірну версію ока тайфуну як логотип марки та корпоративний логотип. Логотип має лінії, схожі на діамантовий логотип Renault 2021 року. У квітні 2024 року компанія об'єднала як імпортні, так і місцеві моделі під логотипом марки Renault diamond. SM6 був єдиним з логотипом тайфуна до його майбутнього припинення. 

Логотип Renault Samsung Motors (1995-2022)
Логотип Renault Korea (2022–2024)

### Гасло
Рекламний слоган Renault Samsung Motors — Discover the Difference, який був представлений у 2009 році. За словами компанії, він відноситься до чіткої якості їхньої продукції.

### Номенклатура транспортних засобів
До квітня 2024 року компанія включала в позначення своїх транспортних засобів номери, пов'язані з їх розмірами. Ці числа: 3, що означає компактний або малий автомобіль, 5 і 6, автомобіль середнього розміру, і 7, великий автомобіль. Позначення також включають літери S і M, що означає Samsung Motors і Samsung Motor Sedan. Однак позашляховики замінюють комбінацію SM на QM (Quest Motoring). Імпортовані моделі, представлені з 2017 року в Південній Кореї, зберегли свої оригінальні назви замість прийняття номенклатури RSM. У березні 2020 року компанія представила номенклатуру XM для кросовера місцевого виробництва. У квітні 2024 року, оскільки більшість продуктів було об'єднано в схему брендування Renault, система номенклатури була скасована, хоча дві моделі (QM6 і SM6) зберегли свої назви.

### Типографіка
У 2016 році компанія Sandoll Communications, Inc. створила для компанії версію сімейства шрифтів Renault Life на хангиль. Він складається з трьох шрифтів трьох товщин (світлий, звичайний, напівжирний) і однієї ширини лише латинською. Шрифт розробили Пак Джу Сон і Ві Є Чжин під керівництвом Лі До Кенга.

## Компанія сьогодні
Автомобільна марка Samsung відома в основному лише всередині країни і на зовнішніх ринках не була представлена, крім Чилі. Проте корейські моделі поставляються на зовнішні ринки під марками Renault і Nissan.
Обсяг виробництва на заводі в Південній Кореї становив у 2010 році 155,7 тисячі автомобілів (зростання на 8,3 %). Частка компанії на ринку становить 11,9 %.

## Модельний ряд
Модельний ряд включає:
Сучасні :
- Renault Arkana
- Renault QM6

- Renault Grand Koleos

- Renault Scénic

Попередні :
- Renault Samsung SM3
- Renault Samsung SM5
- Renault Samsung SM7
- Renault Samsung QM3
- Renault Samsung QM5
- Renault SM6